# Bruno Hoffmann

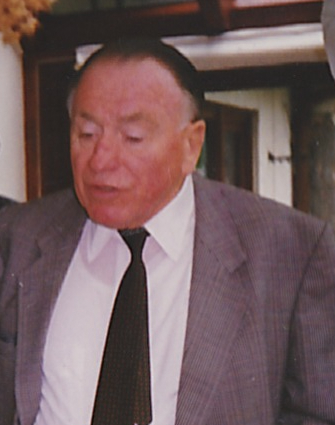
Bruno Hoffmann (1988)

Bruno Hoffmann (* 15. September 1913 in Stuttgart; † 11. April 1991 ebenda) war ein deutscher Instrumentenentwickler und Glasmusiker.

## Leben
Hoffmann beschäftigte sich ab 1929 mit der Konstruktion der Glasharfe, um die für die Glasharmonika geschriebene Konzertliteratur aufführen zu können. Er entwickelte das Instrument in mehreren Stufen bis zum vieroktavigen, chromatischen Tonumfang. Seit 1943 konzertierte Hoffmann erfolgreich als Solist; er spielte die einschlägigen Werke von Wolfgang Amadeus Mozart, Johann Friedrich Reichardt, Karl Leopold Röllig, Johann Abraham Peter Schulz, Johann Gottlieb Naumann, aber auch neue Kompositionen, beispielsweise von Nino Rota für Fellinis Film Fellinis Casanova. Hoffmann trat häufig auch in Schulen auf und führte dort das von ihm entwickelte Instrument vor und reiste auf Einladung der Goethe-Institute rund um die Ganze Welt. Er verfasste auch musikwissenschaftliche Abhandlungen zur auf Glas gespielten Musik, etwa für die Musikenzyklopädie Die Musik in Geschichte und Gegenwart.

## Diskographische Hinweise
- Der gläserne Klang: Bruno Hoffmann spielt auf der Glasharfe (Intercord 1979)
- Konzert mit Glasharfe (mit Pro-Musica-Orchester unter Paul Angerer; Bertelsmann 1986)
- Weihnachtliche Sphärenklänge der Glasharfe (Edition Brockhoff 1985)
- The Art of the Glass Harp | Recodings on Archive Production/DG (2025)